# Matriu d'antenes digitals

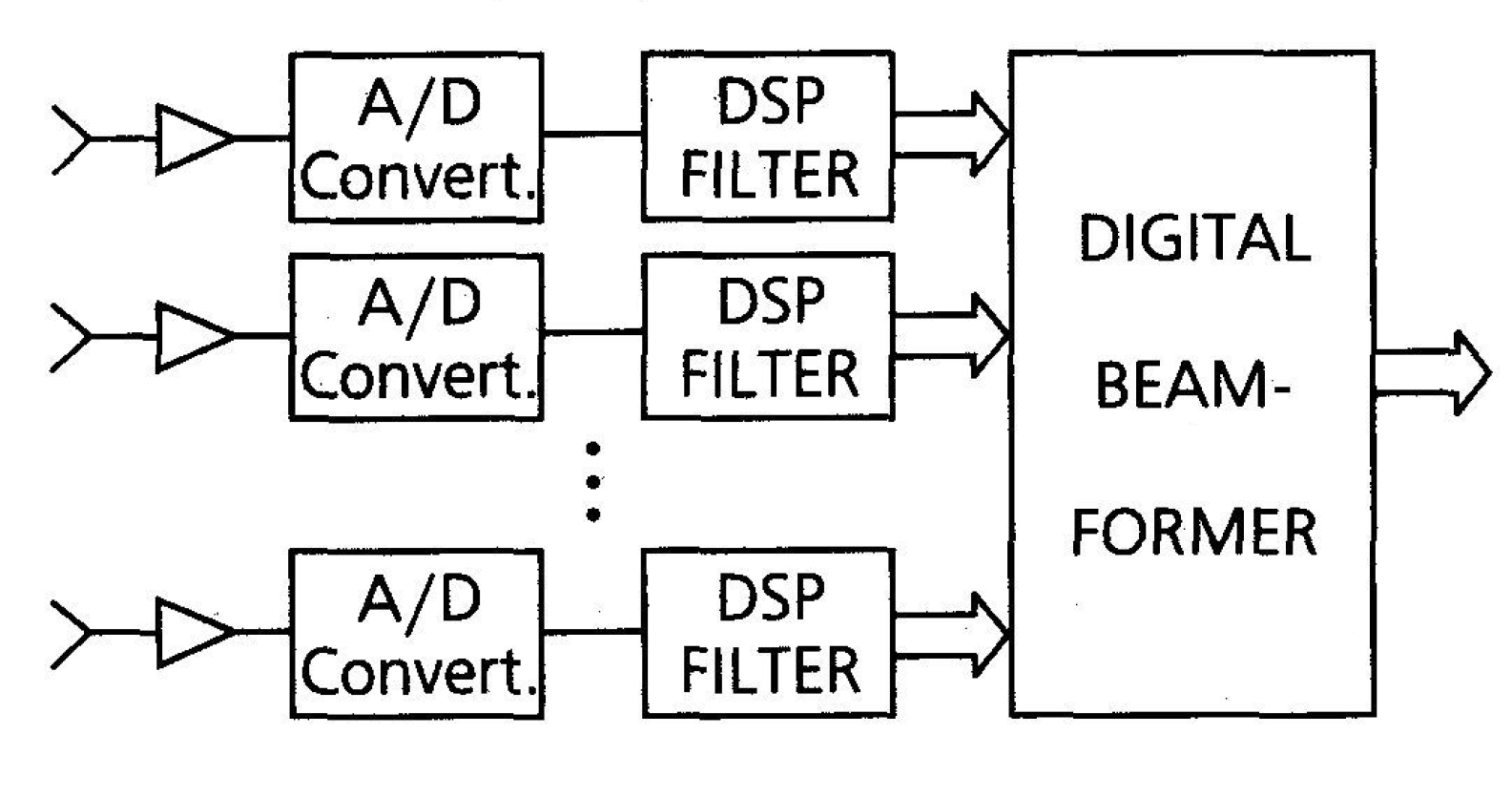
Matriu d'antenes digitals (segment receptor)

La matriu d'antenes digitals (DAA) és una antena intel·ligent amb formació de feix digital multicanal, normalment utilitzant la transformada ràpida de Fourier (FFT). El desenvolupament i la realització pràctica de la teoria de matrius d'antenes digitals va començar el 1962 sota la direcció de Vladimir Varyukhin (URSS).

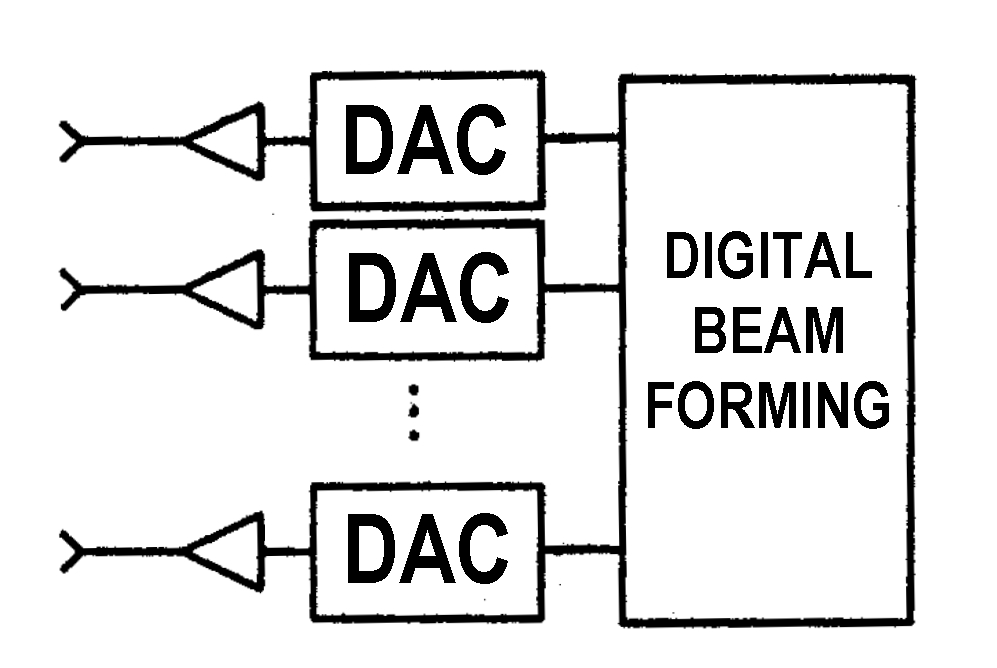
Matriu d'antenes digitals (part del transmissor)

## Història
La història del DAA va començar a sorgir com una teoria de l'anàlisi multicanal als anys vint. A la dècada de 1940 aquesta teoria va evolucionar cap a la teoria dels analitzadors d'antenes de tres canals.
La implementació d'un processament efectiu del senyal als radars a finals de la dècada de 1950 va predeterminar l'ús d'ordinadors electrònics en aquest camp. El 1957, Ben S. Meltont i Leslie F. Bailey van publicar un article sobre l'ús d'operacions algebraiques per al processament de senyals amb l'ajuda de circuits electrònics o ordinador analògic.
Tres anys després, el 1960, es va plasmar la idea d'utilitzar ordinadors d'alta velocitat per resoldre problemes de recerca direccional, inicialment per localitzar l'epicentre del terratrèmol. BA Bolt va ser un dels primers que va implementar aquesta idea a la pràctica. Gairebé simultàniament, Flinn, investigador de la Universitat Nacional d'Austràlia, va utilitzar un enfocament similar.
Malgrat que en els experiments esmentats la interacció entre sensors i ordinadors es va implementar amb l'ajuda de targetes d'entrada de dades, aquesta decisió va ser un pas decisiu en el camí de l'aparició del DAA. Aleshores, només calia resoldre el problema de l'entrada directa de dades digitals a l'ordinador des dels sensors, excloent el pas de preparació de la targeta perforada i l'assistència de l'operador com a element excedent. Aquest pas per a la teoria dels radars es va fer després de 1962 a l'antiga URSS realitzat amb una solució al problema de la resolució superRayleigh de les fonts d'emissió.

## Beamforming digital

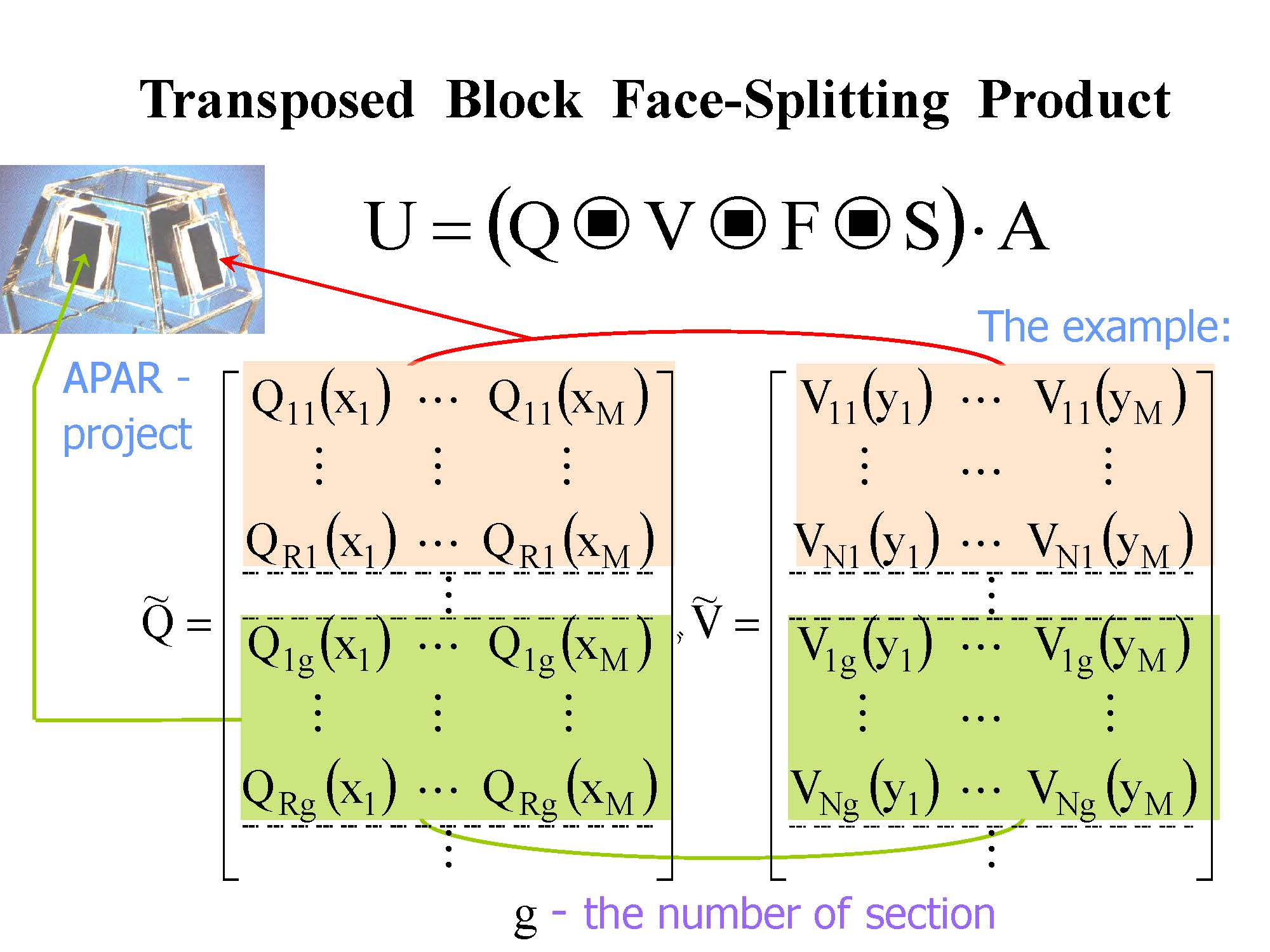
Producte de divisió de cara de bloc transposat en el model d'un radar multicara amb DAA, proposat per V. Slyusar el 1996.

El principal enfocament del processament de senyal digital en DAA és la "formació de feix digital" després dels convertidors analògic-digital (ADC) dels canals receptors o abans dels convertidors digital-analògic (DAC) per transmissió.
La formació de feix digital de DAA té avantatges perquè els senyals digitals es poden transformar i combinar en paral·lel, per produir diferents senyals de sortida. Els senyals de totes les direccions es poden estimar simultàniament i integrar-se durant un temps més llarg per augmentar l'energia dels senyals quan es detecten objectes llunyans i simultàniament es poden integrar durant un temps més curt per detectar objectes propers que es mouen ràpidament.
Abans de l'operació de formació de feix digital s'ha d'utilitzar una correcció de les característiques dels canals mitjançant una font de prova especial o utilitzant el senyal heterodí. Aquesta correcció es pot utilitzar no només per a canals de recepció, sinó també per a canals de transmissió de DAA actiu.
Les limitacions sobre la precisió de l'estimació de la direcció dels senyals d'arribada i la profunditat de la supressió de les interferències en les matrius d'antenes digitals s'associen amb la fluctuació en els ADC i els DAC.

## Mètodes de processament del senyal

### Formador de feix de màxima probabilitat
En el formador de feix de màxima probabilitat (DML), el soroll es modela com a processos aleatoris blancs gaussians estacionaris mentre que la forma d'ona del senyal és determinista (però arbitrària) i desconeguda.

### Formador de feix Bartlett
El formador de feix de Bartlett és una extensió natural de l'anàlisi espectral convencional (espectrograma) al DAA. El seu poder espectral està representat per
{\displaystyle {\hat {P}}_{Bartlett}(\theta )={\boldsymbol {v}}^{H}{\boldsymbol {R}}{\boldsymbol {v}}\ \ (1)}
L'angle que maximitza aquesta potència és una estimació de l'angle d'arribada.

### Formador de feix de Capon
El formador de feix de capó, també conegut com a algorisme de formació de feix de resposta sense distorsió de variància mínima (MVDR), té una potència donada per
{\displaystyle {\hat {P}}_{Capon}(\theta )={\frac {1}{{\boldsymbol {v}}^{H}{\boldsymbol {R}}^{-1}{\boldsymbol {v}}}}\ \ (2)}
El formador de feixos MVDR/Capon pot aconseguir una millor resolució que l'enfocament convencional (Bartlett), però aquest algorisme té una complexitat més alta a causa de la inversió de matriu de rang complet. Els avenços tècnics en la informàtica GPU han començat a reduir aquesta bretxa i fan possible la formació de feixos Capon en temps real.

### Formador de feix de MUSIC
L'algorisme de formació de feix MUSIC (Multiple SIgnal Classification) comença amb la descomposició de la matriu de covariància tant per a la part del senyal com per a la part del soroll. La descomposició pròpia de està representada per
{\displaystyle {\boldsymbol {R}}={\boldsymbol {U}}_{s}{\boldsymbol {\Lambda }}_{s}{\boldsymbol {U}}_{s}^{H}+{\boldsymbol {U}}_{n}{\boldsymbol {\Lambda }}_{n}{\boldsymbol {U}}_{n}^{H}\ \ (3)}
MUSIC utilitza el subespai de soroll de la matriu de covariància espacial en el denominador de l'algorisme de Capon
{\displaystyle {\hat {P}}_{MUSIC}(\theta )={\frac {1}{{\boldsymbol {v}}^{H}{\boldsymbol {U}}_{n}{\boldsymbol {U}}_{n}^{H}{\boldsymbol {v}}}}\ \ (4)}
Per tant, el formador de feix MUSIC també es coneix com a formador de feix subespacial. En comparació amb el formador de feix Capon, ofereix una estimació de DOA molt millor. Com a enfocament alternatiu també es pot utilitzar l'algorisme ESPRIT.

### Intel·ligència artificial
La tendència important en l'evolució del processament de senyal digital per a DAA és l'ús de tecnologies d'intel·ligència artificial.

## Exemples DAA

### Radars

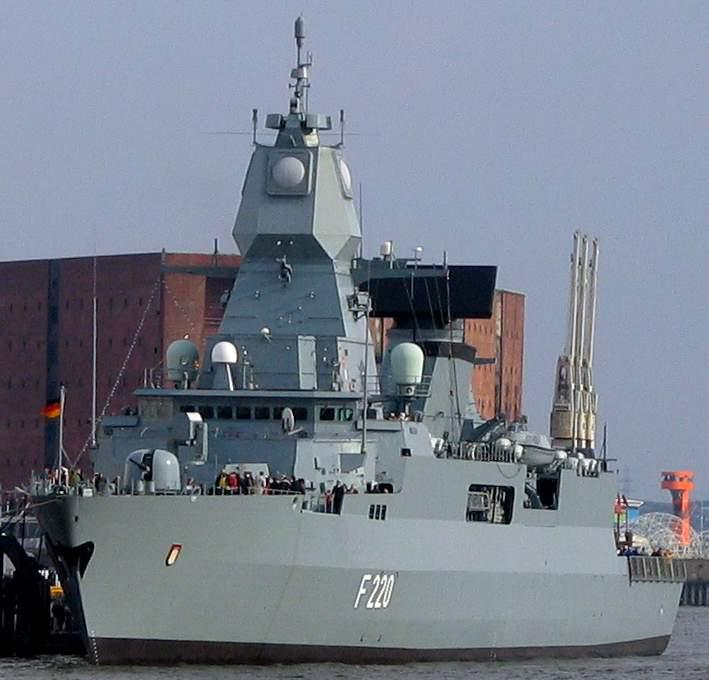
F220 Hamburg amb SMART-L
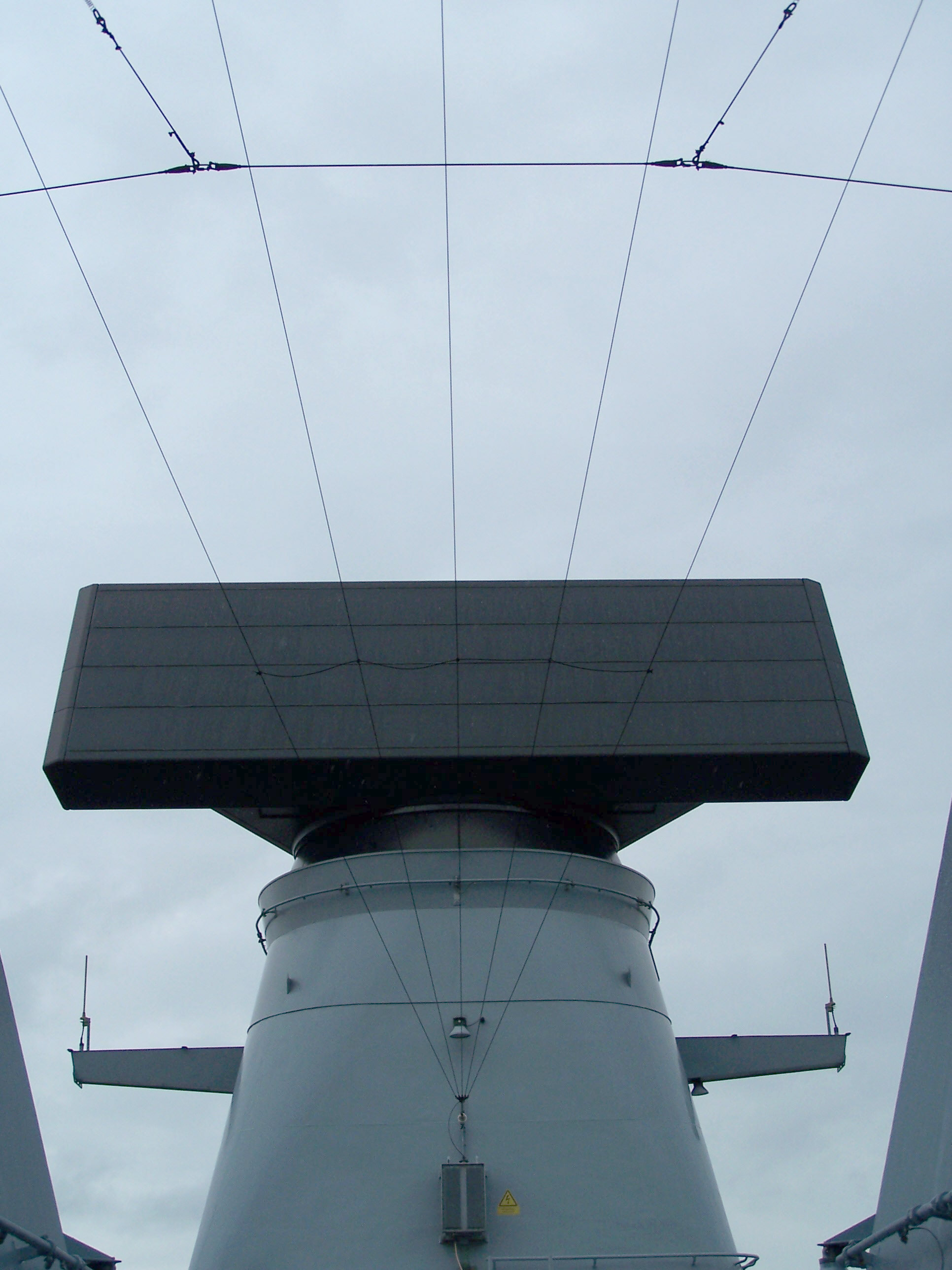
SMART-L a bord del F221 Hessen
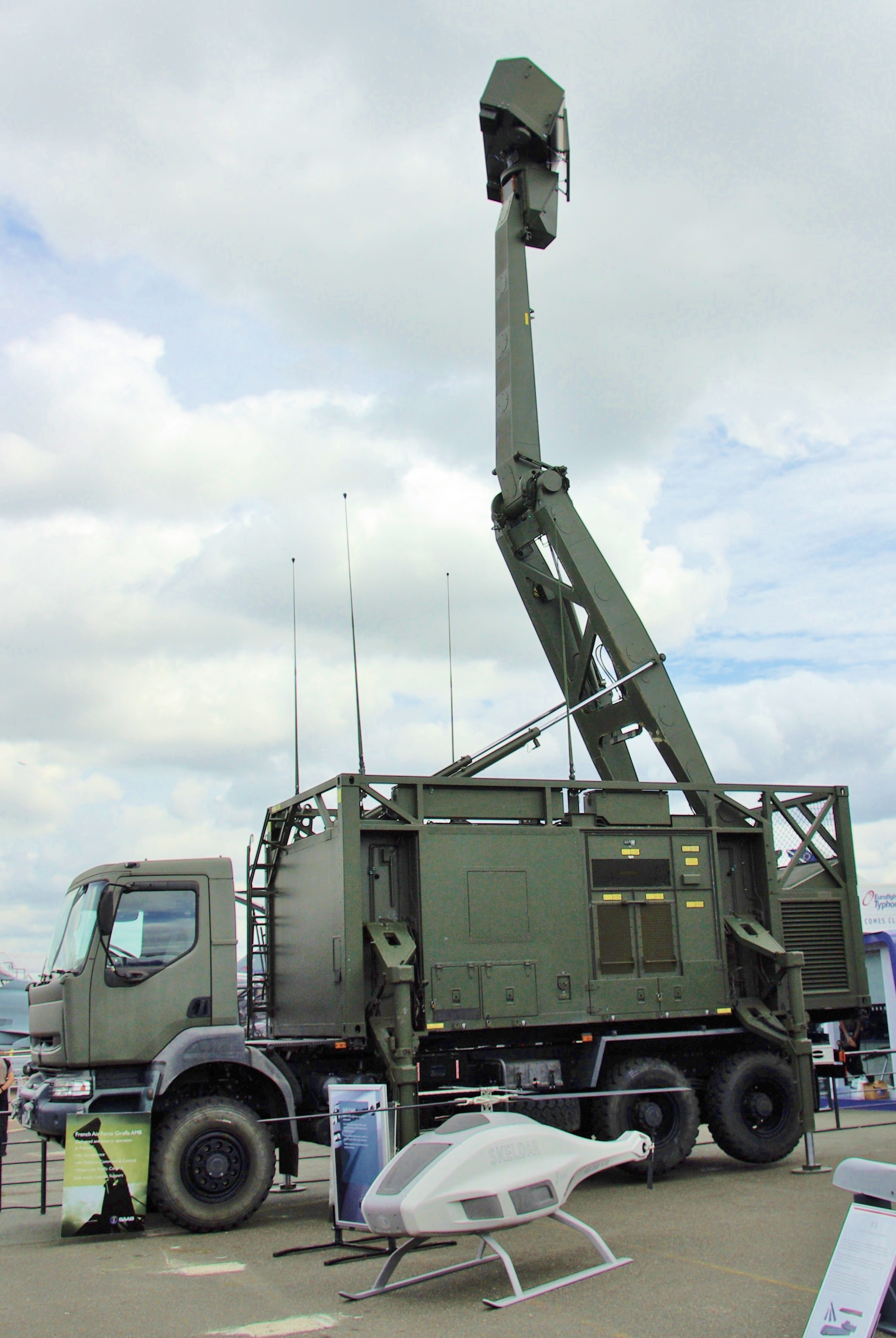
Girafa AMB, 2007.
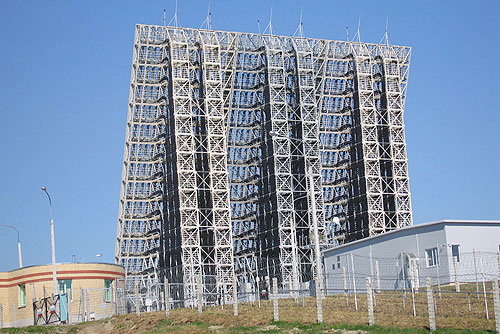
Radar Voronezh-M, Lekhtusi.
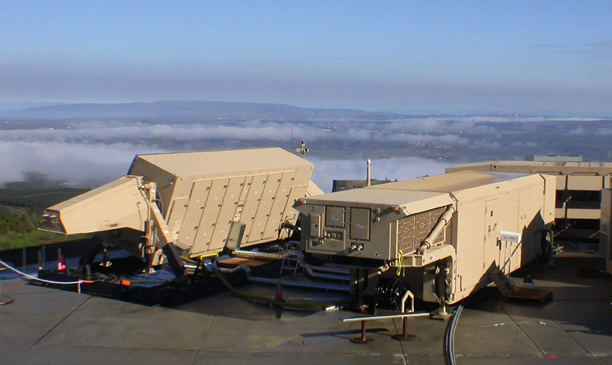
Radar AN/TPY-2, THAAD
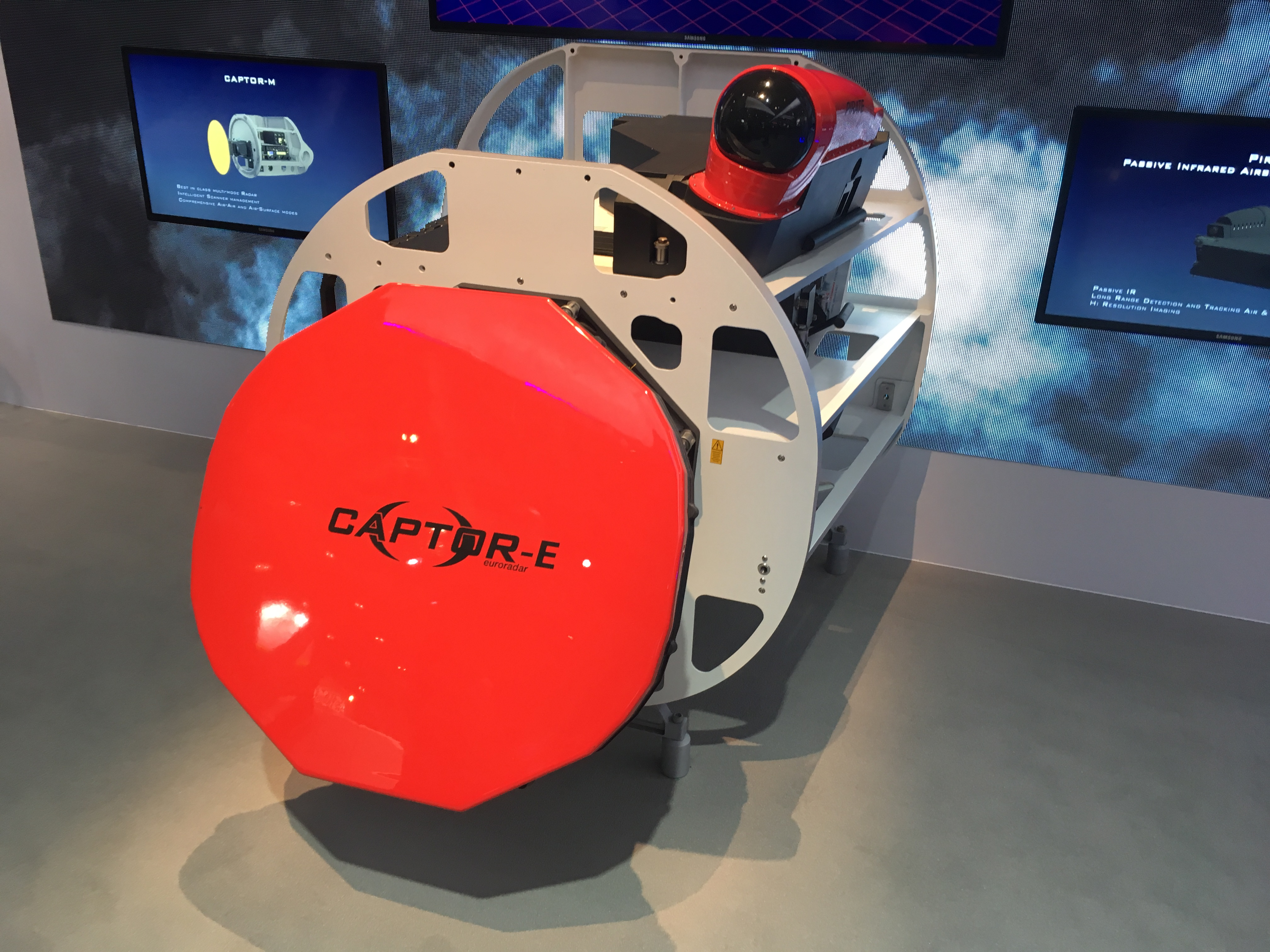
CAPTOR-E, DSEI -2019
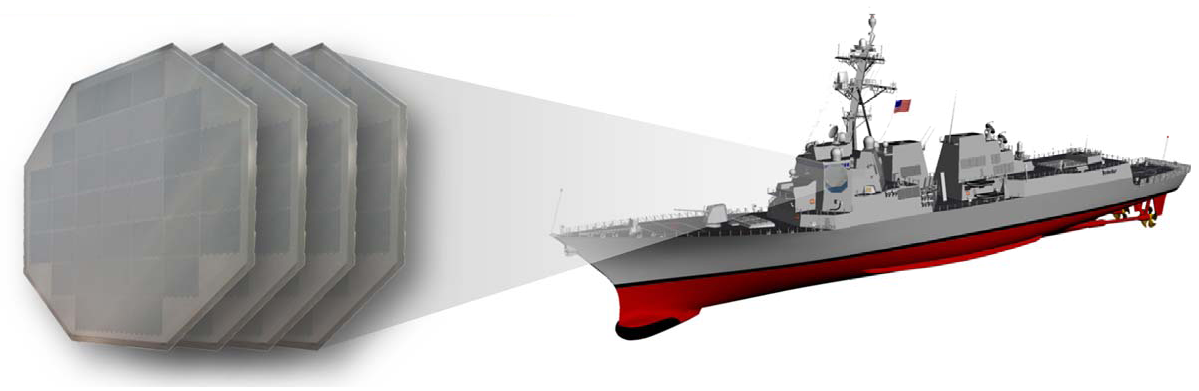
AMDR AN/SPY-6 (formació de feix digital)

### Sonars i sensors d'ultrasons

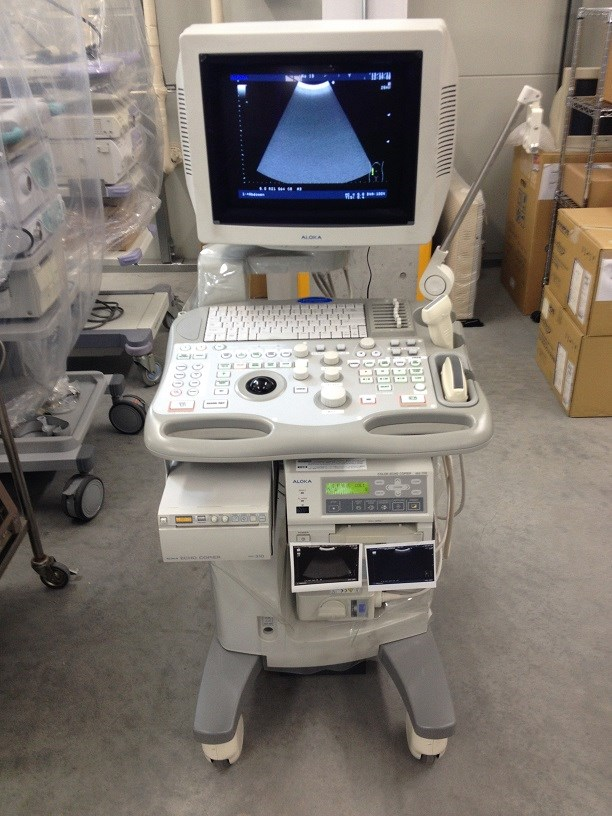
ALOKA SSD-3500SV amb 256 canals